# (547) Пракседида
(547) Пракседида (лат. Praxedis) — астероид главного пояса, который принадлежит к спектральному классу X. Он был открыт 14 октября 1904 года немецким астрономом Паулем Гёцем в Обсерватории Хайдельберг-Кёнигштуль и назван в честь христианской святой Пракседы; Пракседа также входит в число главных персонажей романа «Эккехард» (1857) немецкого писателя Йозефа Виктора фон Шеффеля и написанной на его сюжет одноимённой оперы (1878) Иоганна Йозефа Аберта.